# La Gravelle
La Gravelle és un municipi francès situat al departament de Mayenne i a la regió de País del Loira. L'any 2007 tenia 534 habitants.

## Demografia

### Població
El 2007 la població de fet de La Gravelle era de 534 persones. Hi havia 200 famílies de les quals 44 eren unipersonals (20 homes vivint sols i 24 dones vivint soles), 60 parelles sense fills, 88 parelles amb fills i 8 famílies monoparentals amb fills.
La població ha evolucionat segons el següent gràfic:
Habitants censats

### Habitatges
El 2007 hi havia 231 habitatges, 201 eren l'habitatge principal de la família, 3 eren segones residències i 28 estaven desocupats. 218 eren cases i 10 eren apartaments. Dels 201 habitatges principals, 134 estaven ocupats pels seus propietaris, 64 estaven llogats i ocupats pels llogaters i 3 estaven cedits a títol gratuït; 1 tenia una cambra, 6 en tenien dues, 20 en tenien tres, 54 en tenien quatre i 119 en tenien cinc o més. 153 habitatges disposaven pel capbaix d'una plaça de pàrquing. A 68 habitatges hi havia un automòbil i a 112 n'hi havia dos o més.

### Piràmide de població
La piràmide de població per edats i sexe el 2009 era:
| Homes | Edats   | Dones |
| ----- | ------- | ----- |
| 0     | 95 o +  | 0     |
| 0     | 90 a 94 | 0     |
| 4     | 85 a 89 | 4     |
| 4     | 80 a 84 | 4     |
| 12    | 75 a 79 | 16    |
| 0     | 70 a 74 | 8     |
| 4     | 65 a 69 | 8     |
| 16    | 60 a 64 | 8     |
| 16    | 55 a 59 | 4     |
| 4     | 50 a 54 | 28    |
| 8     | 45 a 49 | 8     |
| 24    | 40 a 44 | 8     |
| 20    | 35 a 39 | 20    |
| 32    | 30 a 34 | 36    |
| 12    | 25 a 29 | 12    |
| 28    | 20 a 24 | 16    |
| 20    | 15 a 19 | 24    |
| 12    | 10 a 14 | 32    |
| 20    | 5 a 9   | 24    |
| 20    | 0 a 4   | 16    |

## Economia
El 2007 la població en edat de treballar era de 331 persones, 260 eren actives i 71 eren inactives. De les 260 persones actives 246 estaven ocupades (137 homes i 109 dones) i 14 estaven aturades (7 homes i 7 dones). De les 71 persones inactives 28 estaven jubilades, 17 estaven estudiant i 26 estaven classificades com a «altres inactius».

### Ingressos
El 2009 a La Gravelle hi havia 201 unitats fiscals que integraven 543 persones, la mediana anual d'ingressos fiscals per persona era de 15.712 €.

### Activitats econòmiques
Dels 22 establiments que hi havia el 2007, 4 eren d'empreses de fabricació d'altres productes industrials, 2 d'empreses de construcció, 6 d'empreses de comerç i reparació d'automòbils, 2 d'empreses de transport, 1 d'una empresa d'hostatgeria i restauració, 1 d'una empresa financera, 1 d'una empresa immobiliària, 1 d'una empresa de serveis, 2 d'entitats de l'administració pública i 2 d'empreses classificades com a «altres activitats de serveis».
Dels 5 establiments de servei als particulars que hi havia el 2009, 2 eren tallers de reparació d'automòbils i de material agrícola, 1 paleta, 1 lampisteria i 1 restaurant.
Dels 2 establiments comercials que hi havia el 2009, 1 era una gran superfície de material de bricolatge i 1 una botiga de menys de 120 m².
L'any 2000 a La Gravelle hi havia 12 explotacions agrícoles que ocupaven un total de 336 hectàrees.

## Equipaments sanitaris i escolars
El 2009 hi havia una escola elemental integrada dins d'un grup escolar amb les comunes properes formant una escola dispersa.

## Poblacions més properes
El següent diagrama mostra les poblacions més properes.